# بربارة جادج
بربارة جادج (بالإنجليزية: Barbara Judge) (و. 1946 – م)هي مصرفية، ومحامية من الولايات المتحدة الأمريكية. ولدت في مدينة نيويورك. حملت الجنسيتين البريطانية والأمريكية.

## التعليم
تعلمت في جامعة نيويورك، وجامعة بنسلفانيا.